# 黔彭直隸廳
黔彭直隸廳是清代的一個直隸廳，位於現在的重慶市酉陽、黔江、彭水、秀山一帶。
雍正十二年（1734年）置黔彭直隸廳，以黔江縣、彭水縣二縣來屬。雍正十三年（1735年）改平茶洞長官司為秀山縣，往屬黔彭直隸廳。乾隆元年（1736年）裁黔彭直隸廳改置酉陽直隸州，以黔江縣、彭水縣、秀山縣三縣來屬。